# Excès de couleur
En astronomie, l'excès de couleur désigne la modification de la couleur d'une étoile à cause de l'absorption interstellaire, c'est-à-dire due à la diffusion de la lumière par les grains de poussière interstellaire. Multiplié par le facteur de rougissement, l'excès de couleur permet de mesurer l'absorption interstellaire. Par exemple, l'excès de couleur peut s'obtenir par les magnitudes apparentes dans deux bandes spectrales :
{\displaystyle E(B-V)=(B-V)-(B-V)_{0}},
où B et V désignent les magnitudes apparentes dans les bandes bleue et visible respectivement. L'indice 0 indique les valeurs intrinsèques de ces magnitudes apparentes, et sont des valeurs tabulées, connues pour tous les types spectraux et les différentes classes de luminosité des étoiles. Les valeurs sans l'indice indiquent les valeurs effectivement mesurées pour une étoile donnée.
D'autres moyens existent pour déterminer l'excès de couleur. Une des plus utilisées (mais qui requiert souvent un spectre haute-résolution et avec un très bon rapport signal-à-bruit) est la relation entre la largeur équivalente des raies du sodium à 588,995 0  et   589,592 4 nm respectivement. Une mesure de la largeur équivalente de ces raies-là donne directement la valeur de l'excès de couleur, pour autant que la largeur équivalente soit plus faible qu'environ 80 pm, au-delà de quoi, les raies sont souvent saturées, et donc inutilisables.